# Julian Ginsbert
Julian Mieczysław Ginsbert ps. „Jim Poker”, „Inż. J. G.”, „Kpt. Nemo” (ur. 8, 18 lub 22 maja 1892 w Warszawie, zm. 6 listopada 1948 w Londynie) – polski inżynier mechanik, porucznik rezerwy piechoty Wojska Polskiego i komandor porucznik Marynarki Wojennej, dziennikarz, pisarz, publicysta oraz reżyser w dziedzinie marynistyki.

## Życiorys
Urodził się 8, 18 lub 22 maja 1892. Był synem Henryka i Stefanii z domu Lipskiej. Ukończył naukę w Gimnazjum im. Jana Kreczmara w Warszawie. Uczestniczył w strajkach szkolnych. Studiował na wydziale mechanicznym politechniki w Nancy, potem kontynuował w studia w Paryżu. Od 1913 do 1914 należał do Związku Strzeleckiego.
Podczas I wojny światowej w 1916 wstąpił do Legii Cudzoziemskiej, a w 1917 do Armii Polskiej we Francji, w szeregach której w kwietniu 1919 wrócił do już niepodległej Polski. Został przyjęty do Wojska Polskiego i brał udział w wojnie polsko-ukraińskiej i wojnie polsko-bolszewickiej. Po wojnie służył jako oficer łącznikowy przy Francuskiej Misji Wojskowej w Polsce. Został awansowany na stopień porucznika rezerwy piechoty ze starszeństwem z dniem 1 czerwca 1919. W 1923 został przeniesiony do rezerwy. W 1923, 1924 był oficerem rezerwowym 72 Pułku Piechoty w Radomiu. W 1934 był przydzielony do Oficerskiej Kadry Okręgowej nr I jako oficer przewidziany do użycia w czasie wojny i pozostawał wówczas w ewidencji Powiatowej Komendy Uzupełnień Warszawa Miasto III. Został awansowany na stopień komandora porucznika Marynarki Wojennej II RP.
Pisał broszury propagandowe, a także powieści i nowele. Był współpracownikiem redakcji „Polski Zbrojnej”, gdzie publikował swoje artykuły, ponadto  jego teksty ukazywały się na łamach „Kuriera Warszawskiego”, „Ilustrowanego Kuriera Codziennego”, „Przeglądu Morskiego”, „Tygodnika Illustrowanego”. Pełnił funkcję sekretarza redakcji czasopisma „Przegląd Morski”. Współpracował też z Towarzystwem Polsko-Francuskim, Instytutem Bałtyckim, Stowarzyszeniem Literatów i Dziennikarzy. Jako literat używał pseudonimów „Jim Poker”, „Inż. J. G.”, „Kpt. Nemo”. Był członkiem zarządu głównego Ligi Morskiej i Kolonialnej, w ramach którego był inicjatorem konta Funduszu Obrony Morskiej. W 1936 zdobył II nagrodę w konkursie prasowym z okazji Dnia Morza za nowelę pt. Potrzebna („Kurier Warszawski” nr 189/1936).
Po wybuchu II wojny światowej, kampanii wrześniowej i agresji ZSRR na Polskę z 17 września 1939 uczestniczył w pertraktacjach z przedstawicielami Armii Czerwonej w Kostopolu, następnie wraz z kontradm. Xawerym Czernickim i grupą oficerów został przewieziony do Równego. Następnie został aresztowany przez sowietów. Był osadzony w obozie w Kozielsku. W swoich wspomnieniach płk dr Tadeusz Felsztyn napisał, że Ginsbert podczas pobytu w obozie tworzył i rozpowszechniał wśród współuwięzionych nowele traktujące z sarkazmem o życiu w tym miejscu odosobnienia, a także umacniające jeńców w nadziei odzyskania wolności, ponadto podjął się wydawania przepisywanego ręcznie obozowego pisma polityczno literackiego. Za działalność patriotyczną na rzecz byłej Polski władze obozu wymierzyły mu karę 10 dni karceru (podobną karę otrzymał inny twórca obozowego życia kulturalnego, ppłk Andrzej Hałaciński). Wiosną 1940, gdy większość polskich jeńców stała się ofiarami zbrodni katyńskiej, nie został skierowany do miejsca kaźni (łącznie trzech oficerów z obozu kozielskiego uniknęło tego losu, także komandorzy Stanisław Dzienisiewicz i Wacław Żejma). Wówczas z garstką ocalonych został przewieziony do obozu w Pawliszczewym Borze w maju 1940, a następnie 13 czerwca 1940 do obozu jenieckiego NKWD w Griazowcu. Tam przebywał na przełomie 1939/1940. W tym obozie napisał nowelę pt. Wszędzie dobrze, gdzie nas nie ma. Na mocy układu Sikorski-Majski z 30 lipca 1941 odzyskał wolność, po czym wstąpił do formowanej Armii Polskiej w ZSRR gen. Władysława Andersa. Ewakuowany do Iranu, pod koniec 1942 znalazł się w Wielkiej Brytanii. Tam zmarł w 1948.

## Publikacje
- Przygoda „D-14” (1924)
- Wyspa węży (1928)
- Zakorkowanie Zeebrugge (1928)
- Francja na morzu (1928)
- Okręty-pułapki (1929)
- Strażnik Krakatoa (1929)
- Żywa torpeda (1929)
- Trójkolorowa bandera (1929)
- Od koronek do płyt pancernych (1929)
- Oczy Malajki. Opowieści morskie (1930)
- Cuszyma (1930)
- Pancernik Suffren (1930)
- Mgła na oceanie (1930)
- Narożnik wiatrów (1930)
- Błękitni rycerze (1931)
- Kobiety w pociągu (1931)
- Prawda morska (1932)
- Panna wodna. Powieść morska (1932)
- Król Gibraltaru (1933)
- Zemsta Mandragory (1933)
- Tajemnica morza (1933)
- Wyprawa kanonierki Antarès (1933)
- Więzień z H. M. S. „Bellerophon” (1934)
- Zdzich szuka matki (1934)
- Zdzich szuka ojca (1934)
- Niezwykłe przygody Piotrusia Konkola (1934)
- Płyną polskie okręty (1934)
- Centaury XX wieku (1934)
- Pro mare nostro: Czy Polska musi i może posiadać silną marynarkę wojenną? (1936)
- Loreley czyli Kobiety na morzu (1936)
- Drogi żelazne Rzplitej (1937)
- Czy Bałtyk jest morzem zamkniętym? (1938)
- Bandera na oceanie (przed 1938)[3]
- Półdiablę Dan (przed 1938)[3]
- Co to jest marynarka wojenna? (przed 1938, broszura)[3]
- Pro mare nostro (przed 1938, broszura)[3]
- Psychologia dowodzenia (1944)

## Filmografia
Reżyser filmów krótkometrażowych
- Łódź podwodna Żbik (1934)
- Dywizjon kontrtorpedowców (1934)
- O.R.P. Iskra (1934)
- Promocja na Bałtyku (1934)

Inne
- M/S. Z Triestu do Gdyni (1935, rola: jako on sam)
- Rapsodia Bałtyku (1935, konsultacja marynistyczna)

## Odznaczenia
polskie
- Krzyż Walecznych
- Złoty Krzyż Zasługi (przed 1938)[3]
- Medal Niepodległości (przed 1938)[3]
- Medal Pamiątkowy za Wojnę 1918–1921 (przed 1938)[3]

francuskie
- Kawaler Legii Honorowej (przed 1938)[3]
- Krzyż Wojenny (przed 1938)[3]
- Medal Pamiątkowy Wielkiej Wojny (przed 1938)[3]
- Medal Zwycięstwa (przed 1938)[3]